# Euxoa crassilinea
Euxoa crassilinea là một loài bướm đêm thuộc họ Noctuidae. Nó được tìm thấy ở Nam Phi.